# Ramus buccalis inferior nervi facialis

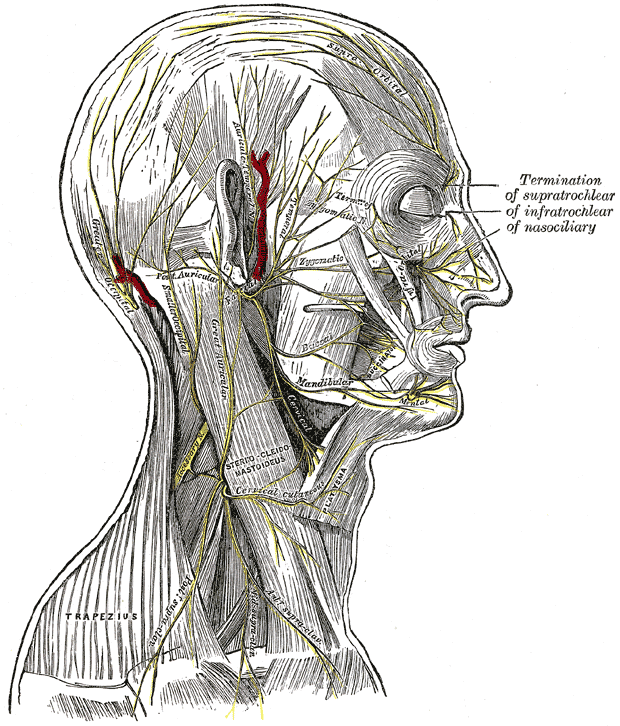
A fej idegei (az alsó állkapocs szögletében lehet látni a ramus buccalis inferior nervi facialist)

A ramus buccalis inferior nervi facialis a nervus facialis egyik ága. Harántirányban horizontálisan fut, a szem alatt és a száj körül található. A musculus buccinatort és a musculus orbicularis orist idegzi be. A nervus buccalisba fut bele.

## Külső hivatkozás
- Kép Archiválva 2008. május 3-i dátummal a Wayback Machine-ben